# Podofomes mollis
Espèce
Podofomes mollis est un champignon de la famille des Polyporacées, assez courant en Europe, poussant sur de nombreux feuillus.

## Description du basidiome
Chapeau résupiné-confluent, 5 à 15 cm de diamètre ou étalé-réfléchi de 2 à 7 cm, 1 à 2 cm de projection, sur 2-6 mm d'épaisseur. feutré à zoné, gris brun à noisette, noirâtre en arrière. Tubes 1 à 5 mm de long, gris brun pâle, étirés en palettes. Pores alvéolés, circulaires, de 0,5 à 1 mm de diamètre, dédaléens, concolores, à pruine blanchâtre. Sporée blanche. Consistance flasque sur le frais. 
La présence d'une ligne noire sous le tomentum du chapeau est un caractère commun à différentes espèces de genres séparés. Hyménium semblable à celui de Podofomes trogii, à cystidioles nombreuses, caractère partagé avec les genres Bjerkandera, Ischnoderma, Podofomes et Cerrena.
Spores cylindriques-elliptiques, lisses, guttulées ou granuleuses, hyalines, de 8 - 11 x 3 - 4 μm. Basides tétrasporiques, clavées, bouclées. Cystidioles +/- fusiformes.
Structure trimitique : Hyphes génératrices x 1,5 – 3,5 µm, hyalines, à parois minces, bouclées. Hyphes squelettiques à parois épaisses, brunâtres ou brun jaunâtre, x 2 – 6 μm. Hyphes conjonctives à paroi épaisse, non septées, très ramifiées, de 1,5 à 3 μ de diamètre.
Contexte bipartite. Trame semblable à la partie inférieure du contexte, hyphes génératrices bouclées, à paroi mince et hyaline.

## Habitat
Vient de mai à novembre, sur les souches, troncs morts, branches tombées de hêtre, bouleau, alisier, noisetier, aune, chêne, tremble, exceptionnellement sur conifères.

## Répartition géographique
Europe, Amérique du Nord et Asie (Inde). Signalé en Nouvelle-Galles du Sud (Australie) par Cooke, et dans la région de Melbourne.

## Systématique
Le nom correct complet (avec auteur) de ce taxon est Podofomes mollis (Sommerf.) Gorjón, 2020.
L'espèce a été initialement classée dans le genre Daedalea sous le basionyme Daedalea mollis Sommerf., 1826.
Podofomes mollis a pour synonymes :
- Antrodia mollis (Sommerf.) P. Karst., 1879

- Cerioporus mollis (Sommerf.) Zmitr. & Kovalenko, 2016

- Cerrena mollis (Sommerf.) Zmitr., 2001

- Daedalea lassbergii Allesch., 1889

- Daedalea mollis Sommerf., 1826

- Daedaleopsis mollis (Sommerf.) P. Karst., 1899

- Datronia mollis (Sommerf.) Donk, 1966

- Polyporus mollis (Sommerf.) P. Karst., 1876

- Polyporus sommerfeltii P. Karst., 1879

- Trametes mollis (Sommerf.) Fr., 1828

- Trametes serpens Fr., 1849

## Publication originale
- (en) Sergio P. Gorjón, Elí Misael Bobadilla-Penaló et Javier Bobo-Pinilla, « Phylogeny of Podofomes trogii reveals its relationships with Datronia in the Polyporaceae (Basidiomycota) », Sydowia, Verlag Ferdinand Berger & Söhne (d), vol. 73,‎ 25 septembre 2020, p. 13-19 (ISSN 0082-0598, OCLC 1767032, DOI 10.12905/0380.SYDOWIA73-2020-0013).